# 竹山隆恩圳隧渠
竹山隆恩圳隧渠，為清乾隆五十九年（1794年）所建立的水利工程設施，位於臺灣南投縣竹山鎮富州里，現列為南投縣縣定古蹟。

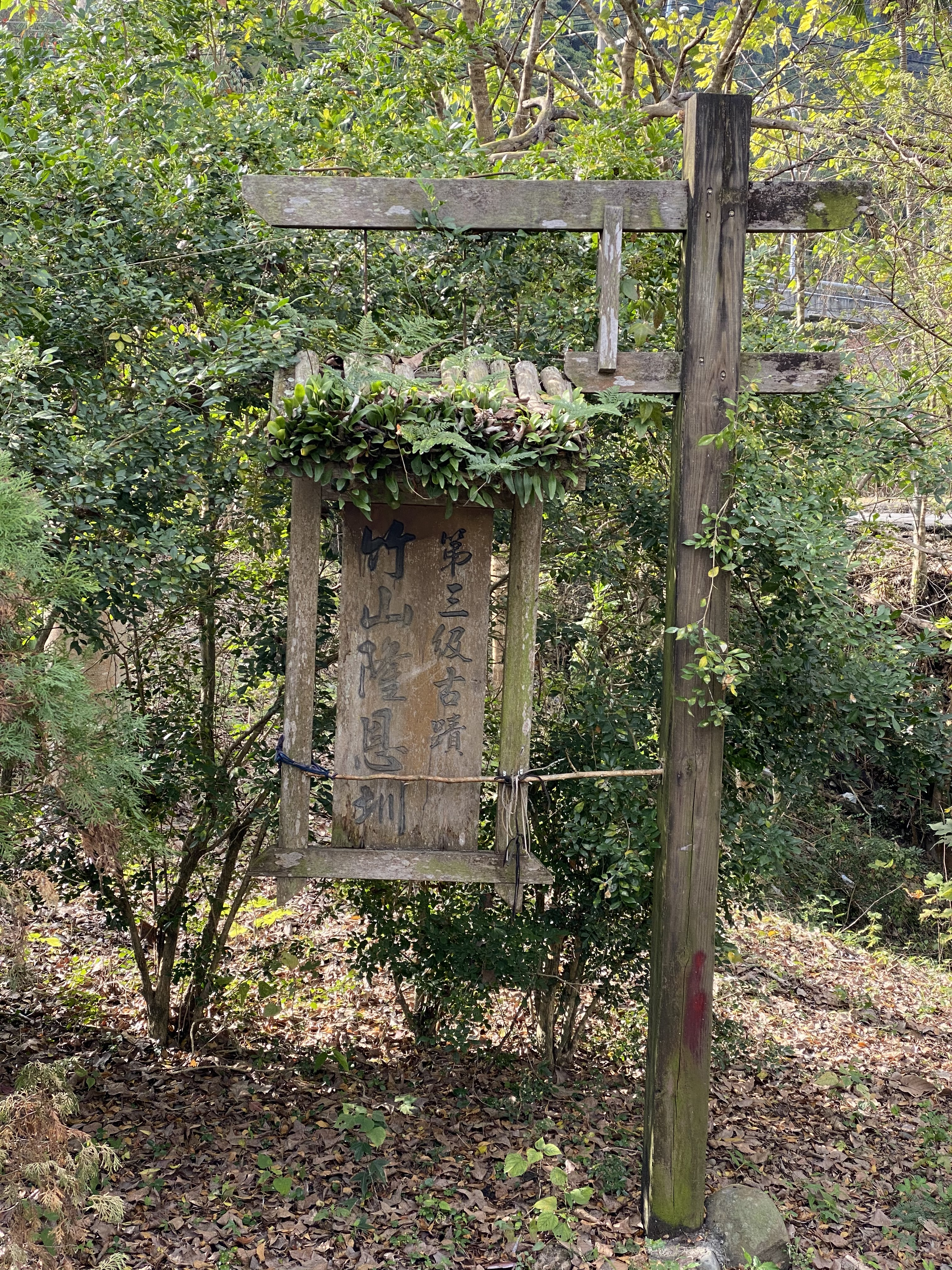
竹山隆恩圳之周邊指示牌

## 歷史
清乾隆五十九年（1794年），巡台御史李宜青來到台灣巡視竹山地區時，因見當地農民缺水耕作而生活困難，遂捐款銀百兩招募田佃建置水圳（即竹山隆恩圳），引用濁水溪溪水灌溉竹山社寮等四個村莊之農地，以利當地農民耕作生活。
清嘉慶年間，竹山隆恩圳遭洪水沖毀，於嘉慶十九年（1814年），由張天球、陳佛照、陳同升、曾石等合資重建該圳，於象鼻山開鑿二十多處與該圳相通的「水窗」以分散大水水勢，並引水入八百餘公尺的穿山圳道，灌溉社寮四里（山崇、社寮、中央、富州）四百多公頃的農田。
日治時期昭和三年（1928年），為使竹山社寮地區農倉豐富，便延長竹山隆恩圳並興建吊橋，並於該圳渠道出口處刻有「第一號隧道」、「昭和三年」等字樣。
民國七十八年（1989年），為雲林六輕供水使用，於隆恩圳隧渠旁的濁水溪處開始興建集集攔河堰，開水道管制用水，導致該圳沒入水庫之中，其功能亦被攔河堰所取代。
民國九十年（2001年），社寮文教基金會提出「未遭破壞部份之隆恩圳爭取保留案」，獲時任竹山鎮長許文欽的重視，經竹山鎮公所、代表會及社寮文教基金會等人到現場實地勘查，相關單位代表皆對古圳道內之自然景觀為之讚嘆，遂要求施工單位變更工程以爭取保留該古隧渠。經搶救，原大約1公里長的古隧渠，現保存172公尺，成為有尾無頭、無法實施灌溉的「隆恩圳」。
民國九十五年（2006年），正式登錄並公告，該圳隧渠遺址為南投縣定古蹟，稱「竹山隆恩圳隧渠」。

## 特色
該圳隧渠全長約1公里，進水口與出水口水位高低差僅有84公分，於200多年前缺乏精密儀器的時代實屬不易。該圳穿越山壁而過，解決大水直接沖擊的危險，此外亦設計二十多處與該圳相通的「水窗」（又稱「橫坑」）不僅大水來時有分散水勢的作用，枯水期又可依溪水流向攔截入圳，設計甚為巧妙。目前僅存其中的172公尺。
在地民眾曾欲帶領相關人員一同入竹山隆恩圳隧渠內參觀，但因臨時有事耽誤，相關人員先行入隧內參觀並提早離開現場，該民眾隨後才進入隧道內參觀，當他正在回程至洞口時，當下卻傳來40分鐘前前次人員們於隧道內的對話（「這通到哪裡」、「通到濁水溪那邊去」、「這條隧道幾公尺」），其對話內容事後確認為前次入隧道的人員對話無誤。該隧道竟能保留民眾對話長達40分鐘，當地人聞之稱奇，因而成為居民們茶餘飯後的話題之一，事後民眾諮詢專家，確認為「回音」之物理現象。

## 外部連結
- 竹山隆恩圳古隧道 尋幽探奇新秘境[]
- 竹山隆恩圳隧渠 文化資源地理資訊系統  （页面存档备份，存于）
- 竹山隆恩圳隧渠 文化部